# Clasificación para la Copa Africana de Naciones de 1984
La clasificación para la Copa Africana de Naciones de 1984 fue llevada a cabo para determinar que seleccionados clasificarían a la edición de 1984 del torneo entre selecciones más importante de África. Costa de Marfil clasificó como local y Ghana como campeón de la edición previa. Este proceso comenzó con una ronda preliminar entre las veinte peores selecciones en formato de ida y vuelta, con eliminación directa. Los diez ganadores, se sumarían a otros catorce equipos que definirían la clasificación en dos rondas con el mismo sistema.

## Ronda preliminar
| Tanzania | 3:4 | Uganda  | Malaui     | 4:0 | Zimbabue     |
| Somalia  | 0:1 | Ruanda  | Togo       | 4:0 | Sierra Leona |
| Malí     | 3:2 | Gambia  | Níger      | 0:1 | Senegal      |
| Gabón    | 2:6 | Angola  | Benín      | w/o | Liberia      |
| Mauricio | w/o | Lesotho | Mozambique | w/o | Suazilandia  |

| 12 de septiembre de 1982 Malaui | Malaui                        | 2:0 | Zimbabue | ., Lilongüe |  |
|                                 | Michael Kaimfa · Frank Sinalo |     |          |             |  |

| 3 de octubre de 1982 Zimbabue | Zimbabue | 0:2 | Malaui                       | ., Harare |  |
|                               |          |     | Stock Dandize · Frank Sinalo |           |  |

Malaui pasó de ronda con un marcador global (4:0)
| 12 de septiembre de 1982 Tanzania | Tanzania | 1:1 | Uganda | ., Dar es-Salam |  |

| 26 de septiembre de 1982 Uganda | Uganda | 3:2 | Tanzania | ., Kampala |  |

Uganda pasó de ronda con un marcador global (4:3)
| 19 de septiembre de 1982 Somalia | Somalia | 0:1 | Ruanda | ., Mogadiscio |  |

|  | Ruanda | w/o | Somalia |  |  |

Ruanda pasó de ronda con un marcador global (1:0)
| 13 de octubre de 1982 Gabón | Gabón              | 2:2 (1:1) | Angola                                 | Stade Omar Bongo, Libreville |  |
|                             | Roger Avah 20' 58' |           | 4' Eduardo Machado · 78' Seke Sarmento |                              |  |

| 14 de noviembre de 1982 Angola | Angola                                                                                    | 4:0 (1:0) | Gabón | Estádio da Cidadela, Luanda |  |
|                                | Eduardo Machado 45' · Joseph Maluka 55' · Vata Matanu Garcia 80' · Hermenegildo Chico 88' |           |       |                             |  |

Angola pasó de ronda con un marcador global (6:2)
| 14 de noviembre de 1982 Mali | Malí | 3:1 | Gambia             | ., Bamako |  |
|                              |      |     | Alhaji Momodo Njle |           |  |

| 28 de noviembre de 1982 Gambia | Gambia | 1:0 | Malí | ., Banjul |  |

Malí pasó de ronda con un marcador global (3:2)
| 14 de noviembre de 1982 Níger | Níger | 0:0 | Senegal | ., Niamey |  |

| 28 de noviembre de 1982 Senegal | Senegal | 1:0 | Níger | ., Dakar |  |

Senegal pasó de ronda con un marcador global (1:0)
| 14 de noviembre de 1982 Togo | Togo | 3:0 | Sierra Leona | ., Lomé |  |

| 28 de noviembre de 1982 Sierra Leona | Sierra Leona | 0:1 | Togo | ., Freetown |  |

Togo pasó de ronda con un marcador global (4:0)
|  | Benín | w/o | Liberia |  |  |

|  | Liberia | w/o | Benín |  |  |

Benín pasó de ronda después que Liberia se retirara
|  | Mauricio | w/o | Lesoto |  |  |

|  | Lesoto | w/o | Mauricio |  |  |

Mauricio pasó de ronda después que Lesoto se retirara
|  | Mozambique | w/o | Suazilandia |  |  |

|  | Suazilandia | w/o | Mozambique |  |  |

Mozambique pasó de ronda después que Suazilandia se retirara

## Primera ronda
| Mozambique | 3:4 | Camerún  | Libia  | 2:2 | Senegal |
| Argelia    | 7:3 | Benín    | Sudán  | 2:1 | Zambia  |
| Nigeria    | 2:1 | Angola   | Togo   | 3:0 | Guinea  |
| Etiopía    | 1:1 | Mauricio | Túnez  | 6:0 | Ruanda  |
| Marruecos  | 6:0 | Malí     | Congo  | 2:2 | Egipto  |
| Madagascar | 2:2 | Uganda   | Malaui | w/o | Zaire   |

| 3 de abril de 1983 Mozambique | Mozambique | 3:0 | Camerún | ., Maputo |  |

| 24 de abril de 1983 Camerún | Camerún                                                | 4:0 | Mozambique | Stade Ahmadou Ahidjo, Yaundé |  |
|                             | Théophile Abega · Bonaventure Djonkep · Ernest Ebongué |     |            |                              |  |

Camerún pasó de ronda con un marcador global (4:3)
| 8 de abril de 1983 Argelia | Argelia                                                                            | 6:2 (4:0) | Benín                    | Estadio 5 de julio, Argel                                       |                                                                 |
|                            | Tedj Bensaoula 2' 5' · Djamel Jafjaf 10' · Rabah Madjer 13' 69' · Djamel Menad 46' |           | 75' Korego · 88' Agouyou | Asistencia: 28.671 espectadores Árbitro(s): Modibo N'Diaye Mali | Asistencia: 28.671 espectadores Árbitro(s): Modibo N'Diaye Mali |

| 26 de abril de 1983 Benín | Benín    | 1:1 (1:0) | Argelia          | ., Cotonú                       |                                 |
|                           | Foly 28' |           | 50' Rabah Madjer | Asistencia: 10.000 espectadores | Asistencia: 10.000 espectadores |

Argelia pasó de ronda con un marcador global (7:3)
| 8 de abril de 1983 Libia | Libia                                | 2:1 | Senegal | ., Trípoli |  |
|                          | Faraj Al-Bor'osi · Jumaa Al-Chouchan |     |         |            |  |

| 24 de abril de 1983 Senegal | Senegal | 1:0 | Libia | ., Dakar |  |

Senegal pasó de ronda con un marcador global (2:2) por Regla del gol de visitante
| 9 de abril de 1983 Nigeria | Nigeria          | 2:0 | Angola | Estadio Surulere, Lagos |  |
|                            | Ademola Adeshina |     |        |                         |  |

| 24 de abril de 1983 Angola | Angola           | 1:0 | Nigeria | Estádio da Cidadela, Luanda |  |
|                            | Daniel Ndunguidi |     |         |                             |  |

Nigeria pasó de ronda con un marcador global (2:1)
| 10 de abril de 1983 Túnez | Túnez                                                                 | 5:0 (2:0) | Ruanda | Estadio Olímpico El Menzah, Túnez |  |
|                           | Tarak Dhiab 10' · Hedi Bayari 33' 86' · Lotfi Hsoumi 83' · Gengwa 90' |           |        |                                   |  |

| 24 de abril de 1983 Ruanda | Ruanda | 0:1 (0:0) | Túnez              | ., Kigali |  |
|                            |        |           | Hamadi Cheriti 58' |           |  |

Túnez pasó de ronda con un marcador global (6:0)
| 10 de abril de 1983 Guinea | Guinea | 0:1 | Togo | ., Conakri |  |

| 24 de abril de 1983 Togo | Togo | 2:0 | Guinea | ., Lomé |  |

Togo pasó de ronda con un marcador global (3:0)
| 10 de abril de 1983 Marruecos | Marruecos                         | 4:0 | Mali | ., Casablanca |  |
|                               | Abdelkrim Merry · Abdelhak Souadi |     |      |               |  |

| 24 de abril de 1983 Mali | Mali | 2:0 | Marruecos | ., Bamako |  |

Marruecos pasó de ronda con un marcador global (4:2)
| 10 de abril de 1983 Sudán | Sudán             | 2:1 | Zambia     | ., Jartum |  |
|                           | Anotado · Anotado |     | Alex Chola |           |  |

| 24 de abril de 1983 Zambia | Zambia | 0:0 | Sudán | ., Lusaka |  |

Sudán pasó de ronda con un marcador global (2:1)
| 10 de abril de 1983 República del Congo | Congo                                        | 2:0 (1:0) | Egipto | Estadio Alphonse Massemba-Débat, Brazzaville |  |
|                                         | Jean-Claude Mbemba 40' · François Makita 70' |           |        |                                              |  |

| 22 de abril de 1983 · Egipto | Egipto                                      | 2:0 (0:0) (3:1 p.) | Congo | ., El Cairo |  |
|                              | Ibrahim Youssef 75' · Mahmoud El Khatib 85' |                    |       |             |  |

Egipto pasó de ronda con un marcador global (2:2) Tiros desde el punto penal (3:1)
| 10 de abril de 1983 Etiopía | Etiopía | 1:0 | Mauricio | Estadio Haile Selassie, Adís Abeba |  |

| 24 de abril de 1983 Mauricio | Mauricio | 1:0 (2:4 p.) | Etiopía | ., Curepipe |  |

Etiopía pasó de ronda con un marcador global (1:1) Tiros desde el punto penal (4:2)
| 10 de abril de 1983 Madagascar | Madagascar | 1:0 | Uganda | ., Antananarivo |  |

| 24 de abril de 1983 Uganda | Uganda | 2:1 | Madagascar | ., Kampala |  |

Madagascar pasó de ronda con un marcador global (2:2) por Regla del gol de visitante
|  | Malaui | w/o | Zaire |  |  |

|  | Zaire | w/o | Malaui |  |  |

Malaui pasó de ronda después que Zaire se retirara

## Segunda ronda
| Etiopía | 2:4 | Togo       | Egipto  | 1:0 | Túnez     |
| Senegal | 1:3 | Argelia    | Nigeria | 0:0 | Marruecos |
| Malaui  | 2:1 | Madagascar | Camerún | 5:2 | Sudán     |

| 3 de julio de 1983 Etiopía | Etiopía | 2:1 | Togo | Estadio Haile Selassie, Adís Abeba |  |

| 28 de agosto de 1983 Togo | Togo                           | 3:0 | Etiopía | ., Lomé |  |
|                           | Sunu Mawuli · Rafiou Moutairou |     |         |         |  |

Togo clasifica con un marcador global (4:2)
| 13 de agosto de 1983 Senegal | Senegal         | 1:1 (0:0) | Argelia            | Estadio Demba Diop, Dakar                                        |                                                                  |
|                              | Mamadou Tew 68' |           | 63' Tedj Bensaoula | Asistencia: 18.000 espectadores Árbitro(s): Ali Bin Nasser Túnez | Asistencia: 18.000 espectadores Árbitro(s): Ali Bin Nasser Túnez |

| 28 de agosto de 1983 Argelia | Argelia                           | 2:0 (1:0) | Senegal | Estadio 5 de julio, Argel       |                                 |
|                              | Rabah Madjer 3' · Hocine Yahi 55' |           |         | Asistencia: 28.515 espectadores | Asistencia: 28.515 espectadores |

Argelia clasifica con un marcador global (3:1)
| 14 de agosto de 1983 · Egipto | Egipto         | 1:0 (1:0) | Túnez | ., El Cairo |  |
|                               | Alaa Nabil 15' |           |       |             |  |

| 28 de agosto de 1983 Túnez | Túnez | 0:0 (0:0) | Egipto | Estadio El Menzah, Túnez |  |

Egipto clasifica con un marcador global (1:0)
| 14 de agosto de 1983 Nigeria | Nigeria | 0:0 (0:0) | Marruecos | ., Ciudad de Benín |  |

| 28 de agosto de 1983 Marruecos | Marruecos | 0:0 (0:0) (3:4 p.) | Nigeria | ., Rabat |  |

Nigeria clasifica con un marcador global (0:0) Tiros desde el punto penal (4:3)
| 14 de agosto de 1983 Camerún | Camerún                                             | 5:0 | Sudán | Stade Ahmadou Ahidjo, Yaundé |  |
|                              | Bonaventure Djonkep · Ernest Ebongué · Paul Bahoken |     |       |                              |  |

| 28 de agosto de 1983 Sudán | Sudán | 2:0 | Camerún | ., Jartum |  |

Camerún clasifica con un marcador global (5:2)
| 14 de agosto de 1983 Madagascar | Madagascar | 0:1 | Malaui | ., Antananarivo |  |

| 28 de agosto de 1983 Malaui | Malaui  | 1:1 | Madagascar    | ., Blantyre |  |
|                             | Anotado |     | Stock Dandize |             |  |

Malaui clasifica con un marcador global (2:1)

## Clasificados
| Argelia | Camerún | Costa de Marfil | Egipto |
| Argelia | Camerún | Costa de Marfil | Egipto |
| ------- | ------- | --------------- | ------ |

| Ghana | Malaui | Nigeria | Togo |
| Ghana | Malaui | Nigeria | Togo |
| ----- | ------ | ------- | ---- |